# Беллах
Беллах (нем. Bellach) — коммуна в Швейцарии, в кантоне Золотурн. 
Входит в состав округа Леберн. Население составляет 5137 человек (на 31 декабря 2007 года). Официальный код — 2542.